# Phù Lưu, Tuyên Quang
Phù Lưu là một xã thuộc tỉnh Tuyên Quang, Việt Nam.
Xã có diện tích 88,56 km², dân số năm 1999 là 7154 người, mật độ dân số đạt 81 người/km².